# Jurgen Nobel
Jurgen Norbert Jeroen Nobel (Haarlem, 7 december 1988) is een Nederlandse politicus namens de Volkspartij voor Vrijheid en Democratie (VVD). Sinds 2 juli 2024 is hij staatssecretaris van Sociale Zaken en Werkgelegenheid (Participatie en Integratie) in het kabinet-Schoof.

## Maatschappelijk leven

### Studie en loopbaan
Nobel ging van 2001 tot 2007 naar het atheneum op het Kaj Munk College met als profiel cultuur en maatschappij. Van 2008 tot 2012 studeerde hij bedrijfskunde MER aan de Hogeschool van Amsterdam (HvA) (BBA). Van 2011 tot 2012 was hij ook lid van de domeinraad van de HvA. Van Van 2011 tot 2012 studeerde hij bedrijfskunde aan de Universiteit van Amsterdam (UvA) (minor).
Van 2015 tot 2016 studeerde Nobel bestuurskunde aan de Vrije Universiteit Amsterdam (VU) (drs.) Hij is er afgestudeerd op dynamiek van besturen (specialisatie). Van 2013 tot 2019 was hij de oprichter en eigenaar van een fairtrade en biologisch koffiemerk. Van 2014 tot 2018 was hij lid van de ledenraad van de Rabobank regio Schiphol.

### Privéleven
Nobel is opgegroeid in Hoofddorp. Hij is een zoon van politicus Jeroen Nobel. Samen met zijn vriendin heeft hij een zoon en een dochter. Zijn hobby's zijn reizen, judo, voetbal en hardlopen.

## Politiek leven

### Haarlemmermeer
Nobel was van 2011 tot 2012 vicevoorzitter van de Jongerenorganisatie Vrijheid en Democratie (JOVD) – de politieke jongerenorganisatie gelieerd aan de Volkspartij voor Vrijheid en Democratie (VVD) – in Haarlemmermeer en omgeving. Van 2014 tot 2019 en in 2022 was hij namens de VVD gemeenteraadslid van Haarlemmermeer, van augustus 2017 tot januari 2019 als fractievoorzitter.
Nobel was namens de VVD woordvoerder op het gebied van financiën, grondzaken, wonen, luchthavenzaken, veiligheid, algemene zaken, subsidies, deregulering, internationale betrekkingen, internationale zaken en sport in de gemeenteraad. In de gemeenteraad was hij van 2016 tot 2019 ook lid van de auditcommissie. Hij was namens de VVD lijsttrekker in Haarlemmermeer voor de gemeenteraadsverkiezingen van 2018 en 2022.
Van 10 januari 2019 tot 2 juli 2024 was Nobel namens de VVD wethouder en eerste locoburgemeester van Haarlemmermeer. Hij had financiën, haven- en luchthavenzaken, woningbouw, ruimtelijke ordening (vanaf 2022), energietransitie (tot 2022), grondzaken en deelnemingen in zijn portefeuille. Van 2022 tot 2 juli 2024 was hij ook voorzitter van de VVD Regio Noord-Holland, in welke hoedanigheid hij lid was van het landelijk bestuursoverleg van de VVD.
Als wethouder van Haarlemmermeer benadrukte Nobel het economisch belang van Schiphol. Hij zei dat krimp van de luchthaven geen doel op zich moest zijn, maar onderdeel van de oplossing kon zijn. Niet het aantal vluchten, maar uitstoot en lawaai moesten centraal komen te staan. Hij verzette zich succesvol tegen de aanleg van een tweede Kaagbaan bij Rijsenhout en pleitte voor de aanleg van woningen in dat gebied.

### Staatssecretaris
Op 2 juli 2024 werd Nobel namens de VVD staatssecretaris Participatie en Integratie in het kabinet-Schoof. Hij kreeg participatie en decentrale voorzieningen, armoedebeleid en schuldhulpverlening, Wajong en banenafspraak, SW-bedrijven, re-integratie, integratie en maatschappelijke samenhang, arbeidsomstandigheden, ESF, SZW-domein Caribisch Nederland en kinderopvang (incl. stelselherziening KOT) in zijn portefeuille.
- Parlement.com: vme3ez42lyzj